# 角中勝也
角中 勝也（かくなか かつや、1987年5月25日 - ）は、石川県鹿島郡田鶴浜町（現：七尾市）出身のプロ野球選手（外野手）。右投左打。千葉ロッテマリーンズ所属。
独立リーグ出身の選手としての初安打・初本塁打を記録し、初の国際大会日本代表入り、初のオールスター出場、初のタイトル獲得、初の1000安打を達成するなど、独立リーグからNPBへの道を切り拓いたパイオニアである。

## 経歴

### プロ入り前
石川県七尾市出身。田鶴浜町立相馬小学校1年時に野球を始める。「子どもをプロ野球選手に」という強固な信念を持った父親の下、幼少期から野球の英才教育を受け、七尾市立田鶴浜中学校3年時には金沢シニアで全国大会に出場した。2003年当時新設の日本航空第二高校（現・日本航空高校石川）に進学するも、甲子園出場経験はなく、3年の夏は県予選3回戦で敗退。

### 高知時代
2006年に、知り合いの紹介で四国アイランドリーグのトライアウトを受験。実践形式のテストでは3打数無安打だったが、高知ファイティングドッグスの森山一人コーチの目に留まり高知ファイティングドッグスへ入団する。試合で打った高いキャッチャーフライが決め手となり、最後の1人としての獲得だったという。1年目の高卒入団でありながら開幕試合から1番打者で先発起用された。既に首脳陣からの評価は高く、当時監督だった藤城和明は角中を「実戦向きの選手」と評した。2006年シーズンは主にクリーンアップを任され、打率.253・4本塁打・28打点を記録するなど、勝負所ではパンチ力のある打撃を披露した。また、ウエスタン・リーグに所属するチームとの交流戦にも選出され、日本プロ野球のスカウトからも持ち前の俊足とミートセンスを評価された。
2006年の大学生・社会人ドラフト会議において、千葉ロッテマリーンズから7巡目で指名を受け、12月3日に契約金500万円・年俸450万円（金額は推定）で仮契約を結んで、入団。与えられた背番号61について「（独立リーグの）高知では9を付けていた。ロッテの9は福浦さん。今は無理だけど、いつかは9を付けられるように頑張りたいです」と抱負を語っている。

### ロッテ時代
2007年は、7月24日に一軍初登録され、その日の対福岡ソフトバンクホークス戦（福岡 Yahoo! JAPANドーム）で一軍初出場を「2番・中堅手」で果たす。7月26日の同カードでは、西山道隆からプロ初安打を放った。この安打が独立リーグ出身選手の初安打となった。この年は、一軍では9試合の出場で打率.235に終わったが、イースタン・リーグではリーグ2位となる打率.335を記録するなど、好成績を残した。また、二塁打が19本（イースタン・リーグ3位）を記録し、高打率の中距離打者として目標としている福浦と似たタイプの選手に成長した。
2008年は、4月16日の対東北楽天ゴールデンイーグルス戦（千葉マリンスタジアム）で、ドミンゴ・グスマンからプロ初本塁打を記録。この本塁打は四国アイランドリーグからプロ野球へ入団した選手として初の公式戦本塁打となった。しかし、最終的には10試合の出場で打率.111に終わった。
2009年は、前年同様、10試合の出場に終わり、打率は.167だった。
2010年は、13試合の出場に終わり、23打席（18打数）に立ったものの1安打も打てずにシーズンを終了した。
2011年は、交流戦直前に一軍昇格するも、2試合に出場しただけですぐ降格となった。その後、7月30日から8月6日にかけてイースタン・リーグ記録タイとなる11打席連続出塁の記録を樹立する活躍を見せ、8月12日に一軍に再昇格。同21日の対埼玉西武ライオンズ戦（QVCマリンフィールド）でシーズン初安打、同28日の対オリックス・バファローズ戦（京セラドーム大阪）では5安打を記録するなど好調な打撃を見せ、一気に外野の一角に定着した。この年は指名打者での出場や、3番・5番を任されるなど打線の中軸として活躍、最終的には自己最多となる51試合の出場で、打率.266の成績を残した。イースタン・リーグでは、75試合の出場で出塁率.423の成績を残し、イースタン・リーグ最高出塁率を獲得した。
2012年は、4月14日にジョシュ・ホワイトセルと入れ替わって昇格すると、4月21日の対西武戦（QVCマリン）から角中が打点を挙げた試合は13連勝と勢いに乗り、チームのシーズン序盤を牽引。その勢いは交流戦でも止まらず、最後3試合ではいずれも猛打賞を記録し、交流戦打率を.349まで上げ、交流戦首位打者を獲得した。交流戦後も好調をキープし、7月1日の対オリックス戦（京セラドーム）で4打数2安打を記録すると、田中賢介を上回り、首位打者に躍り出た。7月12日には、独立リーグ出身者として初めてオールスターゲームに選出された。2012年のその後の首位打者争いは、角中と中島裕之（西武）が牽引していた。中島は夏場に調子を上げて打率.330に乗せ、秋まで好調を維持して一時は他の打者に3分近い差をつけていたが、9月に入って左脇腹を痛め、打率.310台まで急降下、さらに9月27日からは欠場する。一方、調子を落として一時は打率3割を切った角中は、秋から復調して1か月で1分近く打率を上げていた。迎えた10月1日・2日の対西武戦で2試合連続の猛打賞を記録して中島の打率を上回り、再び首位打者に躍り出た。首位打者の座から陥落した中島は10月6日の対ロッテ戦で先発出場するも、監督の西村徳文はこの試合で角中を欠場させ、先発投手の藤岡貴裕に中島を敬遠するよう指示した。中島は抗議の意であえて空振りした。角中は、首位打者を取らせてくれようとした西村に対し「自分のために嫌われ役になってくれて、ありがたい」とコメントしている。中島は10月7日の対オリックス・バファローズ戦にも先発出場したが、前述の脇腹痛によって無安打に終わり、角中の首位打者が確定した。中島は「おめでとうと言いたい」と角中の首位打者獲得を称えるコメントを出した。この年は最終的に128試合に出場し、独立リーグ出身者として初の規定打席到達を果たしたほか、打率.312で公式戦首位打者のタイトルを獲得した。石川県出身のプロ野球選手としては松井秀喜以来の首位打者であった。また、独立リーグ出身者としては初めてベストナインにも選ばれ、大きな飛躍の一年となった。シーズンオフの11月6日に、「侍ジャパンマッチ2012「日本代表 VS キューバ代表」」の日本代表が発表され代表入りした。ファン感謝祭では足湯温泉「角中の湯」をプロデュース。白子温泉からの本物の温泉を足湯に使用し、ファンとの交流を楽しんだ。契約更改では3200万円増の年俸4200万円（推定）でサインした。12月4日に、第3回WBC日本代表候補選手34人が発表され候補入りした。
2013年は、1月27日に4歳年上の女性との結婚を発表。2月20日に、第3回WBC日本代表選手28人が発表され代表入りした。シーズンでは、3月29日に行われたオリックスとの開幕戦（QVCマリン）に「2番・左翼手」として出場。自身初の開幕スタメンを勝ち取り、延長12回にサヨナラ犠飛を放った。9月14日の西武戦（西武ドーム）では、打者鈴木大地が中堅へ大飛球を放った際、二塁から本塁へ一気に陥れる好走塁を見せた。この年は、主に右翼手のレギュラーとして起用され、125試合の出場で打率.288、5本塁打、43打点の成績を残し、チームの3年ぶりのAクラスに貢献した。9月25日の対北海道日本ハムファイターズ戦（札幌ドーム）で腰痛を悪化させ、同27日に登録抹消されたものの、クライマックスシリーズでは痛み止めを服用して強行出場。10月14日の第3戦では、涌井秀章からダメ押しの2点適時三塁打を放つなど、ファーストステージでは打率.300、2打点の活躍を見せ、ファイナルステージ進出に貢献した。ファイナルステージでは打率.267、0打点で、チームも敗退した。
2014年は、3月28日に行われたソフトバンクとの開幕戦（福岡 ヤフオク!ドーム）に「5番・右翼手」として先発出場した。9月24日の対日本ハム戦（QVCマリン）では、右翼ポール上を通過する特大の当たりをファウルと判定され（ビデオ判定が行われるも覆らなかった）たが、次の球を右中間席に運ぶ、いわゆる"打ち直し弾"を放った。この年は、7月14日に腰痛のため登録抹消されたが、それ以外ではシーズンを通して一軍に帯同。打率.277と前年より打率は下回ったが、自己最多の8本塁打を記録した。
2015年は、3月27日に行われたソフトバンクとの開幕戦（ヤフオクドーム）に「3番・右翼手」として先発出場。3年連続の開幕スタメンとなった。6月2日の対阪神タイガース戦（阪神甲子園球場）では、1点を追う9回二死満塁に、呉昇桓から逆転の満塁本塁打を放つなど、前半戦は打率.300、4本塁打、41打点と好調をキープした。7月2日には、自身2度目のオールスターゲームに選出されたことが発表された。オールスターゲーム以後は、2番としての起用が中心になり、特に7月24日から8月7日の13試合では、打率.311、出塁率.456とAクラス争い中の打線を牽引した。しかし、9月3日の対日本ハム戦（東京ドーム）で、吉川光夫から死球を受け、左手の薬指と小指を骨折し、翌日に登録抹消となり、そのままシーズン中の復帰は叶わなかったが、チームはクライマックスシリーズに進出。まだ完全に骨が繋がっている状態ではなかったが、角中も出場した。ファーストステージ・ファイナルステージ合わせて6試合で打率.261の成績を残したが、チームはファイナルステージで敗退した。最終的に、シーズン成績は111試合の出場で打率.293、6本塁打、52打点の成績を残した。3番として73試合、2番として28試合、5番として6試合に先発出場。守備位置は左翼手としての起用が中心であったが、右翼手としても26試合に先発起用された。
2016年は、3月25日に行われた日本ハムとの開幕戦（QVCマリン）に、「5番・左翼手」として先発出場。この年は、主に3番や5番として出場し、5月6日・7日を除いて、シーズン序盤から打率.300以上をキープし、打率トップを快走。6月終了時点での打率は.349で、2位の内川聖一に3分以上の差を付けた。7月は月間打率.280とやや調子を落としたが、8月は.411と復調。シーズン終盤にはアルフレド・デスパイネの怪我により4番を任されることもあった。最終的に全143試合に出場し、打率.339、178安打（8本塁打、69打点、出塁率.417）を記録して、自身2度目の首位打者、自身初の最多安打を獲得した。打率2位の西川遥輝は.314で、2分5厘の差をつけた。打率2位に2分5厘以上の大差をつけたのは、パ・リーグでは2000年にイチローが5分5厘の差をつけて以来16年ぶり。また、球団史上では1960年に榎本喜八が同僚の田宮謙次郎に2分7厘差をつけて以来56年ぶり2人目であった。また、全試合出場は自身初で、「（タイトルよりも）それが1番嬉しい」と語った。8月23日からはQVCマリンフィールドで本人とサントリーウイスキー角瓶がコラボした角中ハイボールが発売された。同年11月10日から13日に行われる侍ジャパン強化試合には、候補として挙がるも、選出されなかった。シーズンオフの12月19日に1億4100万円で契約更改して、「1億円プレイヤー」の仲間入り（独立リーグ出身者としては初）。同時に、2017年シーズンから、前年までサブローが背負っていた背番号「3」に変更することが発表された。
2017年は、3月31日に行われたソフトバンクとの開幕戦（ヤフオクドーム）に「3番・左翼手」で先発出場。5年連続の開幕スタメンとなった。しかし、4月13日のオリックス戦（京セラドーム）の第1打席で右脇腹を痛め、「右内腹斜筋損傷」で登録抹消。5月23日のソフトバンク戦（ヤフオクドーム）で復帰し、4番を任されるも、その間の打率は2割代前半と調子は上向かなかった。しかし、8月に入ると月間打率.372と復調。最終的に、110試合の出場で、打率.269、8本塁打、44打点の成績を残した。9月14日の日本ハム戦（札幌ドーム）では自身高校時代以来となるランニング本塁打を記録した。オフの12月19日の契約更改では単年契約、1000万円減の推定年俸1億3100万円でサインした。
2018年は、3月20日に行われた、西武とのオープン戦（メットライフドーム）で、飛球を追った際にフェンスに激突し、第12胸椎圧迫骨折で離脱。5月11日の西武戦（メットライフ）で復帰し、翌12日の同カードから4戦連続安打を記録する。同28日から始まった交流戦に入ると調子は上向き、6月1日の対広島東洋カープ戦（ZOZOマリンスタジアム）からの10試合で打率.500を記録するなど、6月は全22試合に4番として出場し、打率.395を記録して、月間MVPを初受賞した。この月はチームメイトのマイク・ボルシンガーも月間MVPを受賞。月間MVP投手部門・野手部門同時受賞は、球団では1997年4月の河本育之・小坂誠以来、21年ぶり4度目となった。しかし、8月以降の打率は.207と調子を落とし、最終的に112試合の出場で打率.265、7本塁打、57打点の成績を残した。9月8日には国内FA権を取得。独立リーグ出身の選手がFA権を取得したのは三輪正義以来2人目となった。球団からは複数年契約も提示されたが、「複数年にすると最後の年に頑張ればいいやとなってしまう」と、11月17日に単年契約を結んだ。
2019年は、3月29日に行われた楽天との開幕戦（ZOZOマリンスタジアム）に「5番・左翼手」として先発出場。4月4日の対西武戦（メットライフ）からは不振の井上晴哉に代わって4番打者を務め、9日のヒーローインタビューでは「本当の4番がどっか行っちゃったんで、しっかり戻ってくるまではカバーしときます」と語った。5月11日のソフトバンク戦（ヤフオクドーム）では千賀滉大から右前安打を放ち、史上297人目、独立リーグ出身者としては初の1000安打を、自身32歳の誕生日であった同25日のソフトバンク戦（ZOZOマリン）では、史上498人目となる1000試合出場を達成した。しかし、出場46試合で打率.210と調子が上がらず、同29日には左大腿肉離れと診断され離脱した。7月5日の西武戦（ZOZOマリン）で復帰すると、その後は一軍に帯同し、9月2日には海外FA権を獲得。「イチローさんくらいの実力があったとしても行かないです。英語が苦手なので」と話した。最終的に、108試合の出場で打率.258、8本塁打、48打点の成績を残した。オフの12月25日の契約更改では3100万円減の推定年俸1億円でサインした。
2020年は、6月19日に行われたソフトバンクとの開幕戦（福岡PayPayドーム）に「2番・指名打者」で先発出場。開幕から打撃に苦しみ、一時は打率が1割台まで低迷するも、代打では30試合で打率.333、1本塁打、3打点、出塁率.467、得点圏打率.364と好成績を残した。しかし、10月6日に新型コロナウイルスに感染したことが判明し、登録抹消となった。最終的に84試合に出場し、打率.244、2本塁打、15打点の成績を残した。クライマックスシリーズでは、ファーストステージ2試合で共に代打出場したが、1打数無安打、1四球で、チームは敗退した。12月14日には契約更改に臨み、2500万円減となる7500万円でサインした（金額は推定）。更改後の会見では、「1600万円にしといてください。一軍の最低年俸ぐらいの働きしかしていないので…」とシーズンを振り返った。
2021年は、4月後半から6月にかけて打率3割台をキープしたが、後半失速し、107試合に出場し、打率.244、29打点、0本塁打の成績で終わった。12月21日に契約更改を行い、1000万円減の6500万円でサインした（金額は推定）。
2022年は、開幕二軍スタートとなったが、イースタン・リーグ開幕直後から打率.350、11打点を記録。ともに二軍で調整中だった荻野貴司と共に一軍合流間近だったが、4月8日の楽天戦（森林どり泉）でふくらはぎを痛めて離脱。5月22日の対ソフトバンク戦（福岡）で一軍初昇格すると、主に指名打者や代打として出場。9月22日の対オリックス戦（京セラ）で2年ぶりのホームランを放つが、「（打たなさ過ぎて）自分の感覚がなくなっているという寂しさもありますね」と、自らの衰えを示唆するコメントを残した。最終的に53試合に出場し、打率.256、1本塁打、11打点の成績を残した。契約更改では1000万円減の5500万円でサインした。
2023年は、左翼手のポジションを山口航輝や新加入のグレゴリー・ポランコ、石川慎吾らと併用されながらの起用となった。7月24日の対ソフトバンク戦（ZOZOマリンスタジアム）で1点を追う9回二死一塁の場面で代打で出場し、ロベルト・オスナから自身初のサヨナラ本塁打となる代打逆転サヨナラ2点本塁打を放った。ロッテの選手で代打逆転サヨナラ本塁打は、1973年5月30日の対南海ホークス戦で榊親一が放って以来50年ぶり2度目。なお、最終回二死からの代打逆転サヨナラ本塁打は球団史上初めてだった。8月18日に7月度の「月間スカパーサヨナラ賞」、12月1日に同賞の年間大賞にそれぞれ選出された。結局シーズン通して好調を維持し、規定打席未到達ながら自己最高の9本塁打、長打率.505を記録した。契約更改では1100万円増の6600万円でサインした。
2024年は、5月28日の対東京ヤクルトスワローズ戦（明治神宮野球場）で1-1の同点で迎えた3回二死一塁の打席で吉村貢司郎からシーズン初本塁打となる決勝2点本塁打を放ち、セ・パ交流戦で自身通算10本目の本塁打でセ・リーグ全球団から本塁打を記録した。8月1日の対西武戦（ZOZOマリン）では4回二死一塁の打席で與座海人から先制2点本塁打を放って勝利に貢献し、チームで西武相手にプロ野球新記録となる開幕から同一カード14連勝を飾った。シーズン通算では84試合に出場、打率.280、3本塁打、20打点を記録。オフの11月28日に現状維持となる推定年俸6600万円で契約を更改した。

## 選手としての特徴

### 打撃

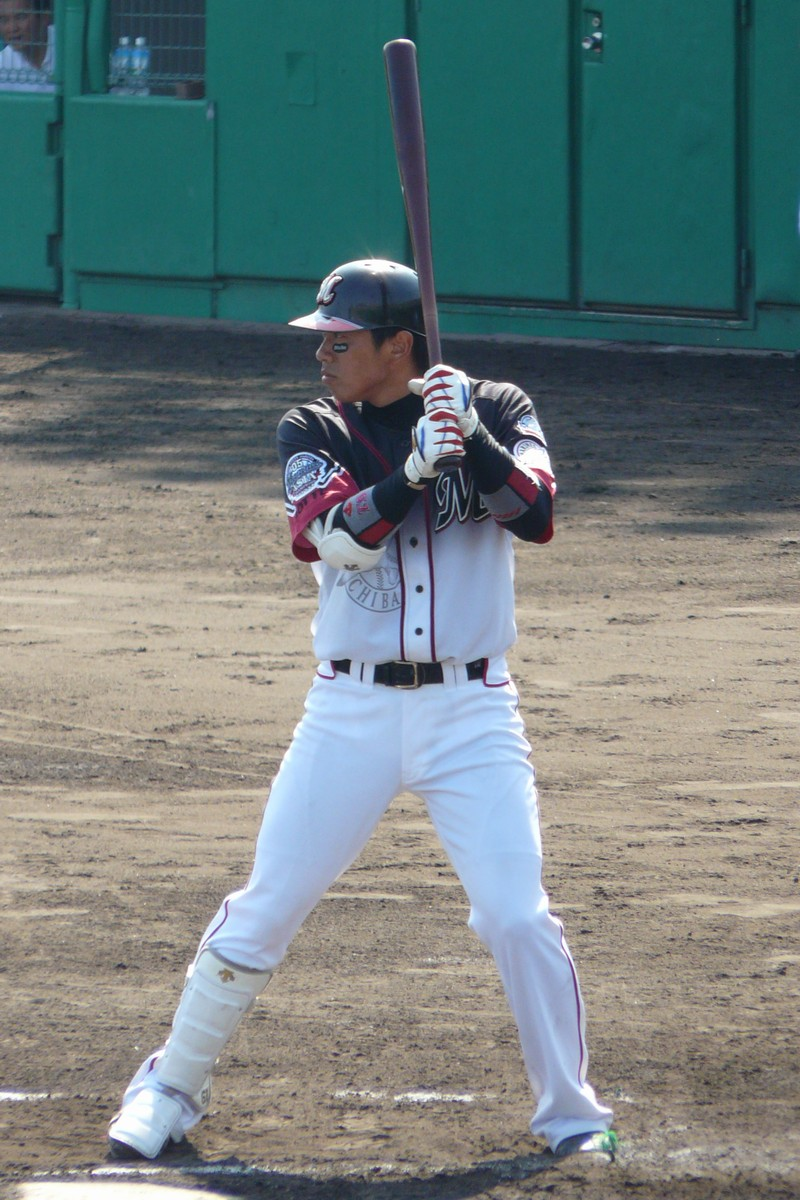
打撃フォーム

バットを短く持ち、重心の低い構えからのコンパクトなスイングで安打を放つ。大島康徳からは「コンパクトな構えからの巧みなバットコントロールが際立つ巧打者」と評されている。身体に近いポイントにボールを呼び込んで緩急に対応し、2ストライクからはノーステップ打法に切り替える等追い込まれてからの打撃にも長ける。また、高めのボールを得意としている。アイランドリーグ時代はスイング中に上半身がブレる悪癖を抱えており、足を上げて反動を使ってスイングしていたが、コーチの森山一人からフォーム改造を提案され、足を上げないことで上半身のブレを抑えられ、下半身と連動させて打つことのできるメリットがあるとしてノーステップ気味の打法に変更した。
ロッテ入団当初は左投手を苦手としていたが、2011年から2012年は通算対左打率.316と克服し、左右の違いを苦にしなくなった。外角も苦手としていた一方で内角に強く、「首で打つ」という意識で内角球に対応しているという。ただ本人曰く、「タイミングが合えばどのコースの球でも打ち返せる」と言い、しばしばストライクゾーンから大きく逸れたボールやワンバウンドの球に手を出して安打にする、悪球打ちの光景が見られる。その様子は、ファンの間で「変態打法（変態打ち）」と称されている。しかし選球眼が悪い打者ではなく、2014年シーズンには66三振に対して76四球を記録している（このシーズンで規定打数に達した選手の中で三振を上回る四球を記録した野手は唯一）。

### 守備・走塁
走塁面では一塁到達3.97秒を記録する俊足を備える。また、観察力と判断力にも優れており、2013年には中飛で二塁からタッチアップしホームインしたり、自身が一塁走者の際二塁打で100%生還するなど走塁面にも生かされている。
守備では主に左翼手と右翼手で起用され、遠投110メートルの強肩から繰り出すロングスローを持ち味とし、2013年と2015年にはリーグ最多となる補殺数を記録した。ロッテ入団時には当時スカウトを務めていた黒木純司から「肩はマリーンズで5本の指に入る」と言われた。2012年には左翼手リーグ2位のRF2.20を残した。

## 人物
愛称は「カク」。
アイランドリーグ時代から「絶対にプロに行くと決めていたから苦労とは思わなかった」という努力家で、夜でも近所の公園でバットを振り、球場から家までは走って帰っていたという。当時の主食はファーストフード（主にハンバーガー・牛丼）だったと言い、プロで活躍するようになった後も「今も変わらない」と語っている。
高知時代は中村紀洋から提供されたバットを使用していた。中村は当時高知のコーチだった森山一人が近鉄時代の同僚だった縁から、用具を大量に高知ファイティングドッグスに提供していた。
人見知りするタイプだと言い、ヒーローインタビューも「試合より緊張する」と語っている。
アイスクリームが大好物とのことであり、2度目の首位打者を獲得した2016年のシーズンオフには、クリスマスプレゼントとしてこの年の打率.339にあやかってロッテのアイス339個を贈呈された。
趣味はパチンコ。
2022年9月20日にZOZOマリンスタジアムで行われたロッテ対オリックス戦で、アカエリヒレアシシギという渡り鳥の群れがスタジアム内に入り込み、試合が中断される事態になる。観客協力の下照明を落とす、対策用に用意していた大型鳥類の鳴き声やバズーカ音などを鳴らし鳥を外に逃がそうとするが、群れの一部がグラウンド内に居座ってしまった。すると角中がバットを持ってグラウンドに上がり、追いかけ回すと、鳥の群れを追い出すことに成功し、試合は21分後に無事再開された。場内からは角中に対し大きな拍手が送られ、パ・リーグTVやTwitterなどネット上でも大きな話題となった。
嵐の「君のうた」を登場曲として使用していることをキッカケに、相葉雅紀とは食事やゴルフに行く仲になった。

## 詳細情報

### 年度別打撃成績
| 年 度      | 球 団      | 試 合 | 打 席 | 打 数 | 得 点 | 安 打 | 二 塁 打 | 三 塁 打 | 本 塁 打 | 塁 打 | 打 点 | 盗 塁 | 盗 塁 死 | 犠 打 | 犠 飛 | 四 球 | 敬 遠 | 死 球 | 三 振 | 併 殺 打 | 打 率 | 出 塁 率 | 長 打 率 | O P S |
| ---------- | ---------- | ----- | ----- | ----- | ----- | ----- | -------- | -------- | -------- | ----- | ----- | ----- | -------- | ----- | ----- | ----- | ----- | ----- | ----- | -------- | ----- | -------- | -------- | ----- |
| 2007       | ロッテ     | 9     | 17    | 17    | 2     | 4     | 0        | 0        | 0        | 4     | 2     | 0     | 1        | 0     | 0     | 0     | 0     | 0     | 4     | 1        | .235  | .235     | .235     | .471  |
| 2008       | ロッテ     | 10    | 23    | 18    | 2     | 2     | 0        | 0        | 1        | 5     | 1     | 0     | 0        | 1     | 0     | 4     | 0     | 0     | 4     | 0        | .111  | .273     | .278     | .551  |
| 2009       | ロッテ     | 10    | 21    | 18    | 1     | 3     | 0        | 1        | 0        | 5     | 1     | 1     | 0        | 1     | 0     | 2     | 0     | 0     | 5     | 0        | .167  | .250     | .278     | .528  |
| 2010       | ロッテ     | 13    | 23    | 18    | 1     | 0     | 0        | 0        | 0        | 0     | 0     | 0     | 0        | 1     | 0     | 4     | 0     | 0     | 6     | 0        | .000  | .182     | .000     | .182  |
| 2011       | ロッテ     | 51    | 171   | 154   | 9     | 41    | 5        | 1        | 0        | 48    | 10    | 2     | 0        | 1     | 3     | 9     | 0     | 4     | 30    | 2        | .266  | .318     | .312     | .629  |
| 2012       | ロッテ     | 128   | 525   | 477   | 51    | 149   | 30       | 5        | 3        | 198   | 61    | 8     | 4        | 1     | 4     | 38    | 0     | 5     | 68    | 9        | .312  | .366     | .415     | .782  |
| 2013       | ロッテ     | 125   | 525   | 462   | 65    | 133   | 26       | 6        | 5        | 186   | 43    | 10    | 6        | 6     | 3     | 50    | 1     | 4     | 63    | 3        | .288  | .360     | .403     | .763  |
| 2014       | ロッテ     | 133   | 544   | 451   | 62    | 125   | 22       | 5        | 8        | 181   | 57    | 9     | 1        | 7     | 4     | 76    | 0     | 6     | 66    | 4        | .277  | .385     | .401     | .787  |
| 2015       | ロッテ     | 111   | 484   | 427   | 57    | 125   | 20       | 5        | 6        | 173   | 52    | 8     | 4        | 7     | 2     | 47    | 0     | 1     | 52    | 12       | .293  | .363     | .405     | .768  |
| 2016       | ロッテ     | 143   | 607   | 525   | 74    | 178   | 30       | 5        | 8        | 242   | 69    | 12    | 4        | 2     | 6     | 68    | 6     | 6     | 64    | 8        | .339  | .417     | .461     | .877  |
| 2017       | ロッテ     | 110   | 452   | 383   | 44    | 103   | 17       | 4        | 8        | 152   | 44    | 6     | 1        | 1     | 2     | 62    | 4     | 4     | 44    | 6        | .269  | .375     | .397     | .772  |
| 2018       | ロッテ     | 112   | 470   | 411   | 44    | 109   | 23       | 2        | 7        | 157   | 57    | 3     | 3        | 0     | 6     | 48    | 2     | 5     | 63    | 9        | .265  | .345     | .382     | .727  |
| 2019       | ロッテ     | 108   | 435   | 368   | 47    | 95    | 17       | 1        | 8        | 138   | 48    | 2     | 2        | 3     | 4     | 55    | 2     | 5     | 63    | 10       | .258  | .359     | .375     | .734  |
| 2020       | ロッテ     | 84    | 254   | 217   | 21    | 53    | 9        | 3        | 2        | 74    | 15    | 2     | 0        | 7     | 1     | 24    | 0     | 5     | 41    | 7        | .244  | .332     | .341     | .673  |
| 2021       | ロッテ     | 107   | 326   | 275   | 33    | 67    | 19       | 1        | 0        | 88    | 29    | 1     | 0        | 2     | 5     | 40    | 3     | 4     | 51    | 4        | .244  | .343     | .320     | .663  |
| 2022       | ロッテ     | 53    | 138   | 129   | 10    | 33    | 4        | 0        | 1        | 40    | 11    | 1     | 2        | 0     | 0     | 9     | 0     | 0     | 35    | 0        | .256  | .304     | .310     | .614  |
| 2023       | ロッテ     | 86    | 244   | 216   | 20    | 64    | 16       | 1        | 9        | 109   | 39    | 1     | 0        | 3     | 3     | 21    | 2     | 1     | 43    | 0        | .296  | .357     | .505     | .861  |
| 2024       | ロッテ     | 84    | 217   | 189   | 21    | 53    | 12       | 2        | 3        | 78    | 20    | 0     | 0        | 1     | 2     | 24    | 1     | 1     | 37    | 4        | .280  | .361     | .413     | .774  |
| 通算：18年 | 通算：18年 | 1477  | 5476  | 4755  | 564   | 1337  | 250      | 42       | 69       | 1878  | 559   | 66    | 28       | 44    | 45    | 581   | 21    | 51    | 739   | 79       | .281  | .362     | .395     | .757  |

- 2024年度シーズン終了時
- 各年度の太字はリーグ最高

### WBCでの打撃成績
| 年 度 | 代 表 | 試 合 | 打 席 | 打 数 | 得 点 | 安 打 | 二 塁 打 | 三 塁 打 | 本 塁 打 | 塁 打 | 打 点 | 盗 塁 | 盗 塁 死 | 犠 打 | 犠 飛 | 四 球 | 敬 遠 | 死 球 | 三 振 | 併 殺 打 | 打 率 | 出 塁 率 | 長 打 率 |
| ----- | ----- | ----- | ----- | ----- | ----- | ----- | -------- | -------- | -------- | ----- | ----- | ----- | -------- | ----- | ----- | ----- | ----- | ----- | ----- | -------- | ----- | -------- | -------- |
| 2013  | 日本  | 5     | 11    | 9     | 3     | 1     | 0        | 0        | 0        | 1     | 0     | 1     | 0        | 1     | 0     | 1     | 0     | 0     | 2     | 0        | .111  | .200     | .111     |

### 年度別守備成績
| 年 度 | 球 団  | 外野  | 外野  | 外野  | 外野  | 外野  | 外野     |
| 年 度 | 球 団  | 試 合 | 刺 殺 | 補 殺 | 失 策 | 併 殺 | 守 備 率 |
| ----- | ------ | ----- | ----- | ----- | ----- | ----- | -------- |
| 2007  | ロッテ | 9     | 8     | 1     | 0     | 0     | 1.000    |
| 2008  | ロッテ | 9     | 14    | 0     | 1     | 0     | .933     |
| 2009  | ロッテ | 7     | 17    | 1     | 1     | 0     | .947     |
| 2010  | ロッテ | 8     | 8     | 1     | 0     | 0     | 1.000    |
| 2011  | ロッテ | 24    | 50    | 2     | 1     | 1     | .981     |
| 2012  | ロッテ | 126   | 247   | 6     | 1     | 0     | .996     |
| 2013  | ロッテ | 124   | 255   | 9     | 8     | 1     | .971     |
| 2014  | ロッテ | 122   | 227   | 6     | 1     | 1     | .996     |
| 2015  | ロッテ | 111   | 172   | 7     | 4     | 1     | .978     |
| 2016  | ロッテ | 140   | 268   | 4     | 2     | 1     | .993     |
| 2017  | ロッテ | 101   | 189   | 5     | 3     | 1     | .985     |
| 2018  | ロッテ | 60    | 100   | 6     | 1     | 0     | .991     |
| 2019  | ロッテ | 101   | 170   | 3     | 1     | 1     | .994     |
| 2020  | ロッテ | 19    | 21    | 1     | 0     | 0     | 1.000    |
| 2021  | ロッテ | 51    | 63    | 2     | 0     | 0     | 1.000    |
| 2022  | ロッテ | 20    | 33    | 0     | 1     | 0     | .971     |
| 2023  | ロッテ | 56    | 67    | 0     | 2     | 0     | .971     |
| 2024  | ロッテ | 53    | 57    | 4     | 1     | 0     | .984     |
| 通算  | 通算   | 1141  | 1966  | 58    | 28    | 7     | .986     |

- 2024年度シーズン終了時
- 各年度の太字はリーグ最多

### タイトル
NPB
- 首位打者：2回（2012年、2016年）
- 最多安打：1回（2016年）

### 表彰
NPB
- ベストナイン：2回（外野手部門：2012年、2016年）
- 月間MVP：1回（野手部門：2018年6月）
- スカパー! ドラマティック・サヨナラ賞年間大賞：1回（2023年[76]）
- 月間サヨナラ賞：1回（2023年7月[75]）
- JA全農Go・Go賞：1回（最多二・三塁打賞：2012年8月）

その他
- 石川県スポーツ特別賞（2016年[107]）

### 記録

#### 初記録
- 初出場・初先発出場：2007年7月24日、対福岡ソフトバンクホークス14回戦（福岡 Yahoo! JAPANドーム）、「2番・中堅手」で先発出場
- 初打席：同上、1回表に斉藤和巳から二塁ゴロ併殺打
- 初安打：2007年7月26日、対福岡ソフトバンクホークス16回戦（福岡 Yahoo! JAPANドーム）、6回表に西山道隆から右前安打
- 初打点：同上、7回表に柳瀬明宏から右前2点適時打
- 初本塁打：2008年4月16日、対東北楽天ゴールデンイーグルス5回戦（千葉マリンスタジアム）、1回裏にドミンゴ・グスマンから右越先制ソロ
- 初盗塁：2009年9月25日、対オリックス・バファローズ22回戦（千葉マリンスタジアム）、2回裏に二盗（投手：岸田護、捕手：辻俊哉）

#### 節目の記録
- 1000安打：2019年5月11日、対福岡ソフトバンクホークス8回戦（福岡 ヤフオク!ドーム）、6回表に千賀滉大から右前安打 ※史上297人目
- 1000試合出場：2019年5月25日、対福岡ソフトバンクホークス11回戦（ZOZOマリンスタジアム）、「6番・左翼手」で出場 ※史上498人目
- 1500試合出場：2025年6月17日、対阪神タイガース1回戦（阪神甲子園球場）、7回表に高野脩汰の代打で出場※史上212人目[108]

#### その他の記録
- オールスターゲーム出場：3回（2012年、2015年、2016年）

### 独立リーグでの打撃成績
| 年 度     | 球 団     | 試 合 | 打 数 | 安 打 | 二 塁 打 | 三 塁 打 | 本 塁 打 | 塁 打 | 打 点 | 盗 塁 | 犠 打 | 犠 飛 | 死 球 | 失 策 | 打 率 |
| --------- | --------- | ----- | ----- | ----- | -------- | -------- | -------- | ----- | ----- | ----- | ----- | ----- | ----- | ----- | ----- |
| 2006      | 高知      | 85    | 253   | 64    | 8        | 7        | 4        | 98    | 28    | 5     | 3     | 2     | 1     | 1     | .253  |
| 通算：1年 | 通算：1年 | 85    | 253   | 64    | 8        | 7        | 4        | 98    | 28    | 5     | 3     | 2     | 1     | 1     | .253  |

### 背番号
- 9（2006年）
- 61（2007年 - 2016年）
- 3（2017年 - ）

### 登場曲
- 「このままずっと朝まで」加藤ミリヤ（2008年 - 2011年）
- 「おまかせピーターパン」ナオト・インティライミ（2011年 - 2013年）※1打席目
- 「Dreammaker」ナオト・インティライミ（2011年 - 2012年）※2打席目以降
- 「もぐらの唄」EXPRESS（2012年 - ）※ 2014年は1打席目 、2013年 - 2020年は3打席目、2021年から2打席目
- 「Good Life」逗子三兄弟（2013年）※2打席目
- 「今夜はブギー・バック」加藤ミリヤ feat.清水翔太&SHUN（2013年 - 2014年）※4打席目
- 「Refresh!」逗子三兄弟（2014年）※2打席目
- 「Bolero」Def Tech（2014年）※3打席目
- 「小さなヒーロー」ビーグルクルー（2014年）※5打席目以降
- 「少年代表」ビーグルクルー（2015年 - 2016年、2018年）※1打席目
- 「みんながみんな英雄」AI（2015年 - 2016年）※2打席目
- 「HERO」逗子三兄弟（2015年 - 2017年）※4打席目
- 「Super Summer」プレイボールズ（2016年 - 2018年）※5打席目以降
- 「You & me」ビーグルクルー（2017年）※1打席目
- 「EXCITE」三浦大知（2017年）※2打席目
- 「Be The One」PANDORA feat. Beverly（2018年）※2打席目
- 「限界突破×サバイバー」氷川きよし（2018年）※4打席目
- 「君のうた」嵐（2019年 - ）※1打席目
- 「オリジナル曲 KK SPARK」TSUKASA feat.JUN（2019年）2打席目
- 「君のうた（後半の相葉ソロから）」嵐（2019年 - ）※2019年 - 2020年は4打席目以降、2021年から3打席目
- 「オリジナル曲 KK Fire」TSUKASA feat.JUN（2020年）※2打席目

### 代表歴
- 2013 ワールド・ベースボール・クラシック日本代表